# Ley fonética
Una ley fonética es un tipo de cambio fonético sistemático. Dicha ley puede expresarse mediante una fórmula que define el cambio experimentado por una articulación en una región determinada y un tiempo determinado. La regularidad del cambio fonético fue formulada por el indoeuropeísta August Leskien.
En el ámbito de la lingüística, una ley es una formulación de una regularidad estadística observada en la producción de cualquier fenómeno lingüístico (fonético, morfológico, semántico, etc.). Por ejemplo, en el paso del latín al español moderno, las oclusivas intervocálicas sonorizan. 
El problema de las leyes fonéticas es uno de los más debatidos en la lingüística, por la multitud de irregularidades al intentar formular dichas "leyes". Una ley puede regir solo ciertas lenguas de un mismo grupo y únicamente para un momento determinado de su evolución, dejando fuera de su ámbito otras lenguas que por afinidad deberían ser regidas por la misma.

## Algunas leyes fonéticas
| Ley fonética         | Lenguas afectadas             | Efecto                                                                             |
| -------------------- | ----------------------------- | ---------------------------------------------------------------------------------- |
| Ley de Brugmann      | lenguas indoiranias           | *o > ā en sílaba abierta                                                           |
| Ley de Grassmann     | griego y lenguas índicas      | ChVCh > CVCh                                                                       |
| Ley de Grimm         | lenguas germánicas            | Las oclusivas aspiradas y sordas fricativizan, y las oclusivas sonoras ensordecen. |
| Ley de Osthoff       | griego                        | Las vocales largas se acortan ante la secuencia resonante + oclusiva.              |
| Ley de las palatales | lenguas indoiranias           | Las labiovelares palatalizan ante vocal anterior.                                  |
| Ley Ruki             | lenguas indoiranias y eslavas | El sonido *s sufre una evolución peculiar tras /r, u, k, i/.                       |
| Ley de Verner        | lenguas germánicas            | Las fricativas intervocálicas sordas sonorizan, excepto tras el acento.            |
| Ley de Philippi      | lenguas semíticas             | /i/ > /a/ en sílaba cerrada tónica.                                                |